# 1594
Năm 1594 (số La Mã: MDXCIV) là một năm thường bắt đầu vào thứ bảy  trong lịch Gregory (hoặc một năm thường bắt đầu vào thứ ba của lịch Julius chậm hơn 10 ngày).

## Sinh
- 16 tháng 2: Juliana Morell, nữ tiến sĩ ngành Luật đầu tiên trên thế giới
- Phùng Tiểu Thanh